# Стефани Попова
Стефани Попова е българска състезателка по биатлон, участничка на зимните олимпийски игри във Пьонгчанг през 2018 г..
Попова е родена на 12 февруари 1993 г. в Троян и започва кариерата си на биатлонист през 2004 г. 

## Олимпийски игри
| Игри           | Индивидуално | Спринт | Преследване | Щафета | Смесена щафета |
| -------------- | ------------ | ------ | ----------- | ------ | -------------- |
| Пьонгчанг 2018 | 77-о         | -      | -           | 16-о   | –              |

## Световно първенство
- 2013, 2015/16: 8 старта
  - 2013: 18-о място в щафетата

## Световно първенство за девойки
- 2013/14: 16 старта
  - 2013: 6-о място в щафетата